# ماریاهوت
ماریاهوت (به هلندی: Mariahout) یک منطقهٔ مسکونی در هلند است که در لاربیک واقع شده‌است. ماریاهوت ۱٬۶۲۶ نفر جمعیت دارد.